# José María Salado
El Cor. José María Salado fue un militar mexicano. En 1857, cuando la Guerra de Reforma, se pronunció en Jamiltepec, Oaxaca a favor las fuerzas conservadoras con una fuerza de 700 hombres armados con fusiles sin bayoneta, por lo que el capitán Porfirio Díaz lo enfrentó y derrotó por completo, quien resultó muerto en el combate. A su vez, Díaz fue gravemente herido de bala y sufrió una peritonitis, de la cual se salvó. En el primer choque murieron Pedro Gazca y José María Salado. La muerte de este último es descrita de la siguiente forma: "se nos vino encima con machete en mano; y al pegar al Sargento de mi compañía, Anastasio Urrutia, un machetazo en la cabeza que le abrió el cráneo, de cuya herida sobrevivió, le disparó Urrutia a quema-ropa su fusil que estaba cargando y sin haber tenido tiempo de sacarle la baqueta, lo pasó con ella y con la bayoneta, quedando muerto Salado".